# Morizécourt
Morizécourt település Franciaországban, Vosges megyében. Lakosainak száma 94 fő (2022. január 1.). Morizécourt Frain, Lamarche, Martigny-les-Bains, Serécourt és Tignécourt községekkel határos.

## Népesség
A település népességének változása:
| Lakosok száma | 116  | 112  | 111  | 107  | 104  | 101  | 99   | 96   | 94   |
|               | 2013 | 2015 | 2016 | 2017 | 2018 | 2019 | 2020 | 2021 | 2022 |